# Tschechoslowakische Badmintonmeisterschaft 1974
Die Tschechoslowakische Badmintonmeisterschaft 1974 fand im März 1974 in Prag statt.

## Finalergebnisse
| Disziplin    | Sieger                                | Finalist                             | Ergebnis         |
| ------------ | ------------------------------------- | ------------------------------------ | ---------------- |
| Herreneinzel | Petr Lacina                           | Miroslav Kokojan                     | 0-15, 15-9, 15-2 |
| Dameneinzel  | Alena Poboráková                      | Irena Pátková                        | 11-0, 11-5       |
| Herrendoppel | Petr Lacina Ladislav Šrámek           | Miroslav Kokojan Ivan Bareš          | 15-2, 15-6       |
| Damendoppel  | Alena Poboráková Jaroslava Krahulcová | Dagmar Semotamová Vejvančická        | 15-1, 15-5       |
| Mixed        | Konstantin Holobradý Alena Poboráková | Ladislav Šrámek Jaroslava Krahulcová | 15-8, 15-9       |